# Tuner

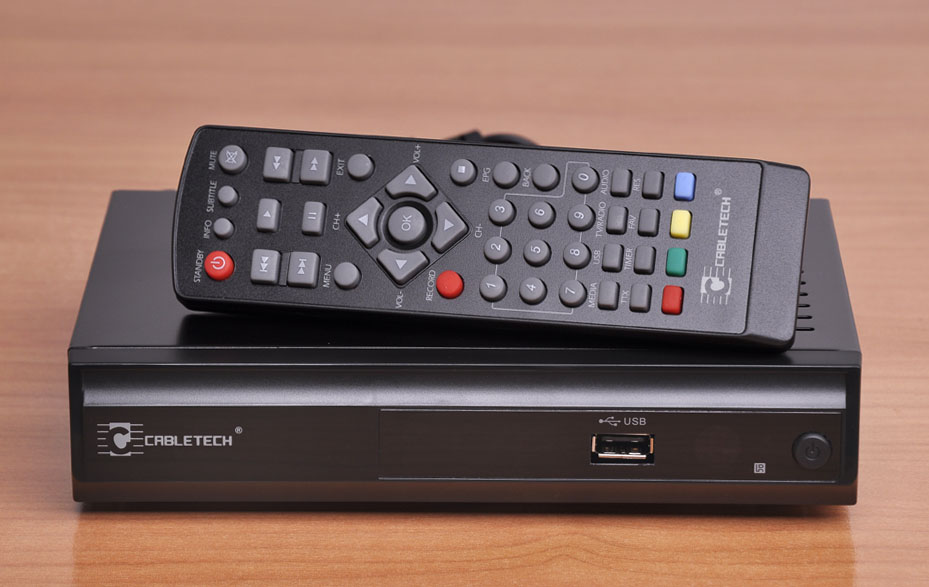
DVB-T set-top box

Tuner je technické zařízení, které umožňuje zpracovat vysokofrekvenční signál, získaný z antény, a dekódovat z něho signál pro další zpracování. Může se jednat o samostatné zařízení (v 70. a 80. letech 20. století se slovem „tuner“ označoval rozhlasový přijímač bez zesilovače a reproduktorů, který byl samostatných přístrojem v tehdejších domácích audiosystémech) nebo součást (modul) jiného komplexnějšího elektronického zařízení (například televizního nebo rozhlasového přijímače).

## Typy tunerů
- Televizní tuner – zpravidla modul v televizním přijímači nebo set-top boxu
  - VHF tuner
  - UHF tuner
  - satelitní tuner
  - DVB-T tuner
  - DVB-C tuner
  - DVB-S tuner
- Rádiový tuner – vybírá z rádiového spektra signál jedné stanice (modulovaný nejčastěji AM nebo FM) a ten převádí na nízkofrekvenční elektrický signál v akustickém pásmu.